# Strømfordeler
Strømfordelerens funktion i en almindelig bilmotor er at sørge for, at de enkelte tændrør skiftevis får strøm, således at de kan slå en gnist i en forudbestemt rækkefølge.
I grove træk består en strømfordeler af en strømførende aksel, en rotor og et strømfordelerdæksel. Akslen roterer rundt i samme takt som motoren. På toppen af denne aksel er rotoren monteret, og rotoren kan nærmest betragtes som en propel med en kontaktflade i den ene ende.
Henover akslen med rotoren sættes strømfordelerdækslet. På indersiden af dette er der det antal kontaktflader, som motoren har tændrør. Når rotoren roterer, får den altså skiftevis kontakt med kontaktfladerne på indersiden af dækslet. På ydersiden af strømfordelerdækslet er der stik til at montere kabler på. Disse stik er forbundet med kontaktfladerne på indersiden. Kablerne forbindes således til tændrørene.